# Болгатово
Болгатово — деревня в Опочецком районе Псковской области России.
Входит в состав Болгатовской волости.

## География
Расположена к северо-востоку от города Опочка (в 22 км) и волостного центра деревни Лаптево (в 10 км).

## Население
| 2001 | 2002 | 2010 | 2013 | 2014 | 2015 | 2016 |
| ---- | ---- | ---- | ---- | ---- | ---- | ---- |
| 142  | ↗255 | ↘245 | ↘241 | ↗243 | ↘231 | ↗245 |

## История
В деревне расположена братская могила воинов Советской Армии, «погибших в 1944 году при освобождении Псковщины от немецко-фашистских захватчиков». На могиле установлен памятник в виде скульптуры солдата в рост, одетого в шинель, в каске и с автоматом на груди. У постамента доска с надписью «Вечная слава героям, павшим в боях за независимость нашей Родины» и щит с фамилиями погибших.
С 1995 до 2005 года деревня была административным центром Болгатовской волости, но после её слияния с упразднённой Любимовской волостью с центром в д. Лаптево, центр объединённой Болгатовской волости был переведён в Лаптево.